# Крістоф Ланг
Крістоф Ланг (нім. Christoph Lang, нар. 7 січня 2002, Дойчландсберг) — австрійський футболіст, захисник клубу ЛАСК (Лінц). Виступав також за низку інших австрійських клубів.

## Клубна кар'єра
Крістоф Ланг народився 2002 року в місті Дойчландсберг. Розпочав грати у футбол у юнацькій команді футбольного клубу «Рід», пізніше займався в школах клубів «Ред Булл» та «Штурм» (Грац). У 2020 року Ланг розпочав грати за другу команду клубу «Штурм», а в 2021 році розпочав грати в першій команді клубу. У 2023 році керівництво клубу віддало футболіста в оренду спочатку до клубу «Рід», а пізніше до клубу «Гартберг».
У 2024 році Крістоф Ланг на правах постійного контракту став гравцем клубу «Рапід» (Відень). З 2025 року футболіст грає у складі клубу ЛАСК (Лінц).

## Виступи за збірну
Протягом 2022—2024 років Крістоф Ланг грав у складі молодіжної збірної Австрії. На молодіжному рівні зіграв у 12 офіційних матчах, забив 4 голи.